# Get Ready
Get Ready (с англ. — «Приготовься») — седьмой студийный альбом британской рок-группы New Order, вышедший в  2001 году, и ознаменовавший возвращение ансамбля, — их предыдущий альбом — Republic — вышел за 8 лет до этого. Альбом занял 6-е место в Великобритании.

## Об альбоме
Звучание пластинки для многих оказалось неожиданным: насыщенные агрессивными гитарами, песни имели мало общего с электронной танцевальной музыкой, с которой к тому времени ассоциировались New Order. Как поясняет Бернард Самнер, это своего рода возврат к истокам: группа долгие годы увлекалась синтезаторами, в то время как гитары изначально были их основным инструментом, ещё с первых записей Joy Division в жанре панк-рока, к тому же, по его признанию, на него повлиял альбом XTRMNTR Primal Scream. Открывающая альбом «Crystal», как и другой сингл с альбома, «Someone Like You», — единственные более-менее электронно-танцевальные композиции на «Get Ready». В целом, звучание «Get Ready» наследовало альбом «Raise The Pressure» (1999) проекта Самнера Electronic и песню «Brutal» New Order из фильма «Пляж» (2000). Планировавшая для альбома песня «Player In The League» вышла в 2002 году на сингле «Here To Stay». В записи альбома приняли участие Бобби Гиллеспи из Primal Scream и Билли Корган из Smashing Pumpkins, который не только спел дуэтом в «Turn My Way», но и отыграл несколько концертов вместе с New Order в качестве гитариста, заменив вынужденную уйти из группы после записи альбома Джиллиан Гилберт.

## Обложка
Обложка альбома оформлена Питером Сэвиллом. На лицевой стороне — фотография немецкой актрисы Николет Кребитц.

## Список композиций
1. «Crystal» — 6:51
2. «60 Miles an Hour» — 4:34
3. «Turn My Way» (приглашенный вокал: Билли Корган) — 5:05
4. «Vicious Streak» — 5:40
5. «Primitive Notion» — 5:43
6. «Slow Jam» — 4:53
7. «Rock the Shack» (приглашенные вокал: Бобби Гиллеспи и гитара: Эндрю Иннес) — 4:12
8. «Someone Like You» — 5:42
9. «Close Range» — 4:13
10. «Run Wild» — 3:57

## Альбомные синглы
- Crystal (август 2001)
- 60 Miles an Hour (октябрь 2001)
- Someone Like You (октябрь 2001)

## Участники записи
New Order
- Бернард Самнер — вокал, гитара, синтезатор, программирование
- Питер Хук — 4-х и 6-ти струнная бас-гитара, синтезатор, программирование, бэк-вокал
- Джиллиан Гилберт — синтезатор, программирование, гитара, бэк-вокал
- Стивен Моррис — ударные, синтезатор, программирование